# Liste der Baudenkmale in Hamswehrum
Die Liste der Baudenkmale in Hamswehrum enthält die nach dem Niedersächsischen Denkmalschutzgesetz geschützten Baudenkmale in dem ostfriesischen Ort Hamswehrum, der zu der Gemeinde Krummhörn gehört. Die Auflistung ist ein Teilauszug der offiziellen Denkmalliste Krummhörns. Die Quelle der Baudenkmale ist der Denkmalatlas Niedersachsen. Der Stand der Liste ist der 4. Februar 2024.

## Allgemein
In den Spalten befinden sich folgende Informationen:
- Lage: die Adresse des Baudenkmales und die geographischen Koordinaten. Kartenansicht, um Koordinaten zu setzen. In der Kartenansicht sind Baudenkmale ohne Koordinaten mit einem roten Marker dargestellt und können in der Karte gesetzt werden. Baudenkmale ohne Bild sind mit einem blauen Marker gekennzeichnet, Baudenkmale mit Bild mit einem grünen Marker.
- Bezeichnung: Bezeichnung des Baudenkmales
- Beschreibung: die Beschreibung des Baudenkmales. Unter § 3 Abs. 2 NDSchG werden Einzeldenkmale und unter § 3 Abs. 3 NDSchG Gruppen baulicher Anlagen und deren Bestandteile ausgewiesen.
- ID: die Objekt-ID des Baudenkmales
- Bild: ein Bild des Baudenkmales, ggf. zusätzlich mit einem Link zu weiteren Fotos des Baudenkmals im Medienarchiv Wikimedia Commons. Wenn man auf das Kamerasymbol klickt, können Fotos zu Baudenkmalen aus dieser Liste hochgeladen werden:

| Lage                                               | Bezeichnung                      | Beschreibung | ID       | Bild |
| -------------------------------------------------- | -------------------------------- | --- | -------- | ---- |
| Alte Deichlohne 4 53° 25′ 45″ N, 7° 3′ 6″ O        | Warfthaus, ehem.                 | | 34663936 | BW   |
| Hamswester Straße 18 53° 25′ 44″ N, 7° 3′ 13″ O    | Gulfhaus "Gehle Börg"            | Eingeschossiges Gulfhaus mit Drempel und seitlicher Erschließung, um 1900 zurückhaltend überformt und mit Fassadenputz versehen. | 34663983 | BW   |
| Hamswester Straße 18 53° 25′ 48″ N, 7° 1′ 9″ O     | Gulfhaus "Hamswehrumer Leeshaus" | Eingeschossiger Putzbau mit hohem Drempelgeschoss unter ausgebautem Dach und Eckpilastern am Giebel.                             | 34664008 | BW   |
| Uplewarder Landstraße 1 53° 25′ 34″ N, 7° 2′ 55″ O | Wohn-/ Wirtschaftsgebäude        | | 34667838 | BW   |